# Джованні Баттіста Морганьї
Джованні Баттіста Морганьї (італ. Giovanni-Battista Morgagni; 25 лютого 1682, Форлі — 6 грудня 1771, Падуя) — італійський анатом, засновник патологічної анатомії, дійсний член Лондонського королівського товариства.